# Unión Deportiva Fraga

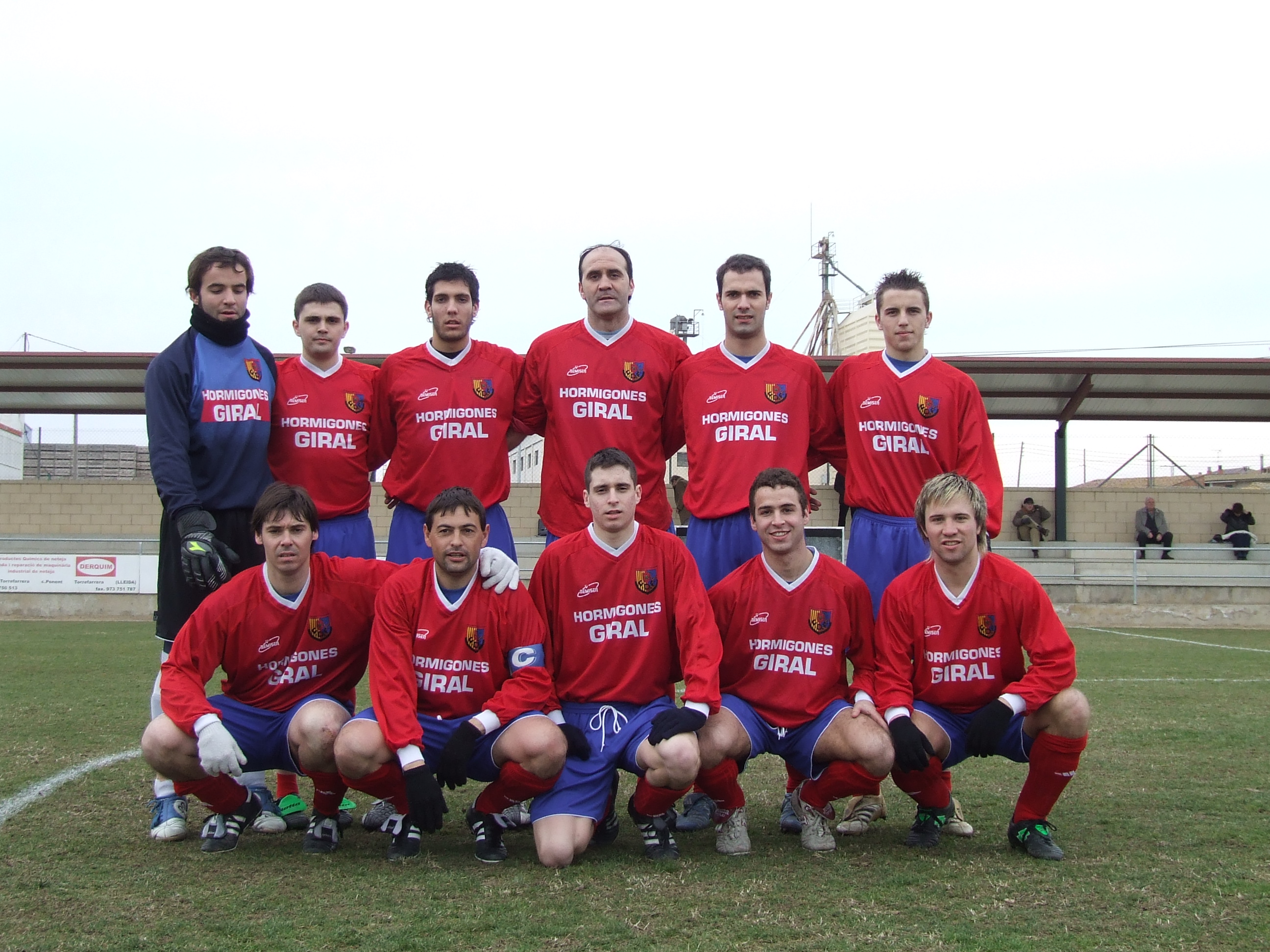
Alineación de la Unión Deportiva Fraga en un encuentro del año 2006.

La Unión Deportiva Fraga es un club de fútbol español, de la ciudad oscense  de Fraga, en Aragón. Fue fundada en 1926 y compite actualmente en la Regional Preferente de Aragón (Grupo I).

## Historia
El club, que fue fundado en 1947, debutó por primera vez en una categoría nacional en 1956, en Tercera División de España, y en una categoría semiprofesional en 1987, en la Segunda División B de España.

## Estadio
El Fraga juega sus partidos en el Estadio de La Estacada, terreno de juego con un aforo de cuatro mil espectadores. Actualmente la superficie de juego es de césped artificial.

## Uniforme
- Uniforme titular: Camiseta roja, pantalón azul oscuro y medias rojas.
- Uniforme suplente: Camiseta negra, pantalón y medias negras oscuras.
- Uniforme alternativo: Camiseta amarilla con cuatro franjas rojas, pantalón y medias amarillas.

## Entrenadores

### Cronología de los entrenadores
- 1980-1981: Javier Ruiz de Lazcano.
- 1987-1988: José María Villanova.
- 1988-1988: Jesús Esteban.
- 1988-1992: Manuel Buján.
- 2001-2004: Juan Carlos Oliva.
- 2019-2021: Miguel Rubio.
- 2021-2022: Marc Vigil.
- 2022-2023: Rodrigo Betrián.
- 2023-2025: Miguel Rubio.
- 2025-Act.: David Giménez.

## Datos del club
| - Temporadas en Segunda División B: 4. - Temporadas en Tercera División: 29. - Mejor puesto en la liga: 10º (temporada 1987-88).a - Peor puesto en la liga: 18º (temporada 1989-90).a - Participaciones en la Copa del Rey: 8. - Mejor puesto en Copa del Rey: 1ª ronda (en 2 ocasiones). - Mayor goleada conseguida: - En casa: U. D. Fraga 5 - 0 C. D. Santa Ponsa (1988-89).a - Fuera: C. D. Laredo 0 - 3 U. D. Fraga (1989-90).a - Mayor goleada encajada: - En casa: U. D. Fraga 1 - 6 U. E. Lleida (1989-90).a - Fuera: Gimnàstic de Tarragona 7 - 0 U. D. Fraga (1987-88).a | - Clasificación histórica de la Segunda División B: 246º. - Clasificación histórica de la Tercera División: 153º. - Más partidos entrenados: Buján (78), Mayoral (29), Esteban (25).b - Más partidos disputados: Saz (141), Julio López (127), Guti (105).b - Más minutos: Saz (12.549), Julio López (10.610), Guti (9.442).b - Más goles: Quico (20), Benítez (18), Hoyo (12).b - Más goles en una sola temporada: Quico (10, en la 1988-89 y la 1989-90).b - Expulsado más veces: Hoyo (5).b - Más temporadas en el club: Villalba (4), Julio López (4), Saz (4).b Datos referidos a: a La Segunda División B España. b La Segunda División B España y Copa del Rey. |

## Palmarés

### Campeonatos nacionales
- Tercera División de España (4): 1990-91 (Grupo XVI), 1999-00 (Grupo XVI), 2001-02 (Grupo XVI) y 2002-03 (Grupo XVI).
- Subcampeón de la Tercera División de España (1): 1997-98 (Grupo XVI).

### Campeonatos regionales
- Regional Preferente de Aragón (5): 1984-85,[1] 2006-07 (Grupo 2),[2] 2014-15 (Grupo 1),[3] 2018-19 (Grupo 2) y 2023-24 (Grupo 1).
- Primera Regional de Aragón (1): 1955-56.[4]
- Copa de Campeones de la Regional Preferente de Aragón (2): 2014-15[5] y 2018-19.[6]
- Subcampeón de la Regional Preferente de Aragón (2): 1982-83[7] y 2016-17 (Grupo 1).[8]